# Łęknica

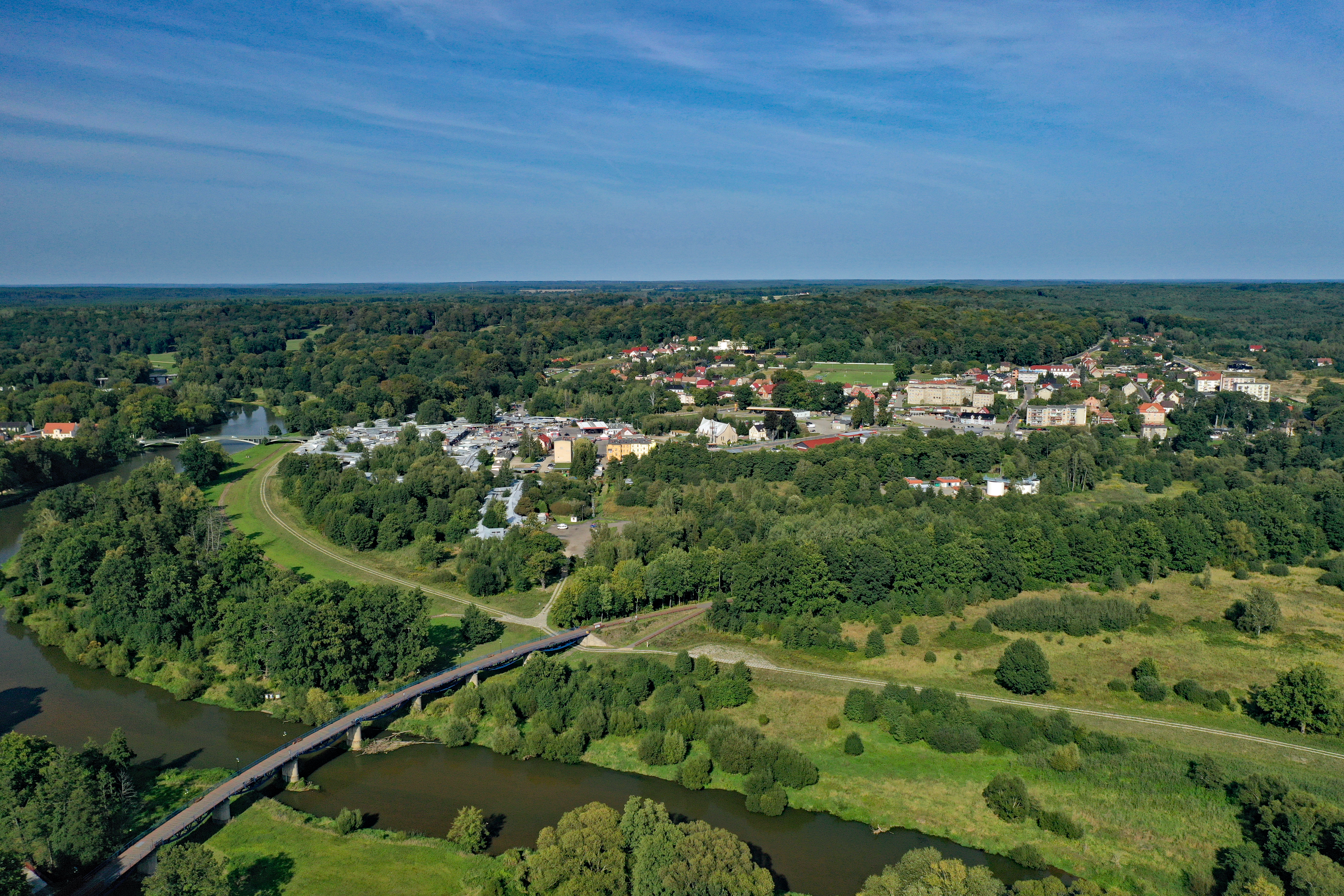
Luftbild von Łęknica mit Neiße und ehemaliger Eisenbahnbrücke (links unten)

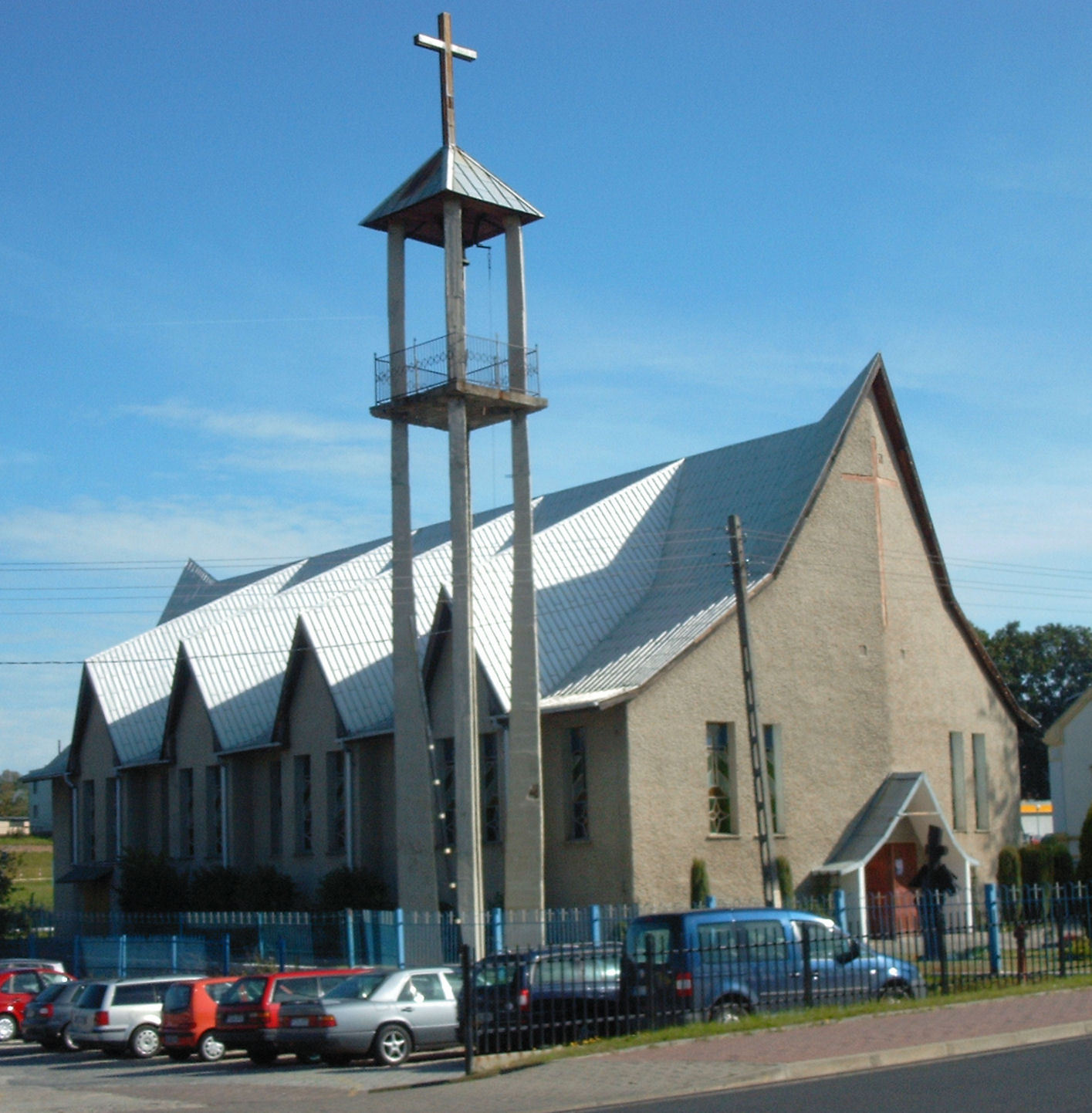
Kirche in Łęknica

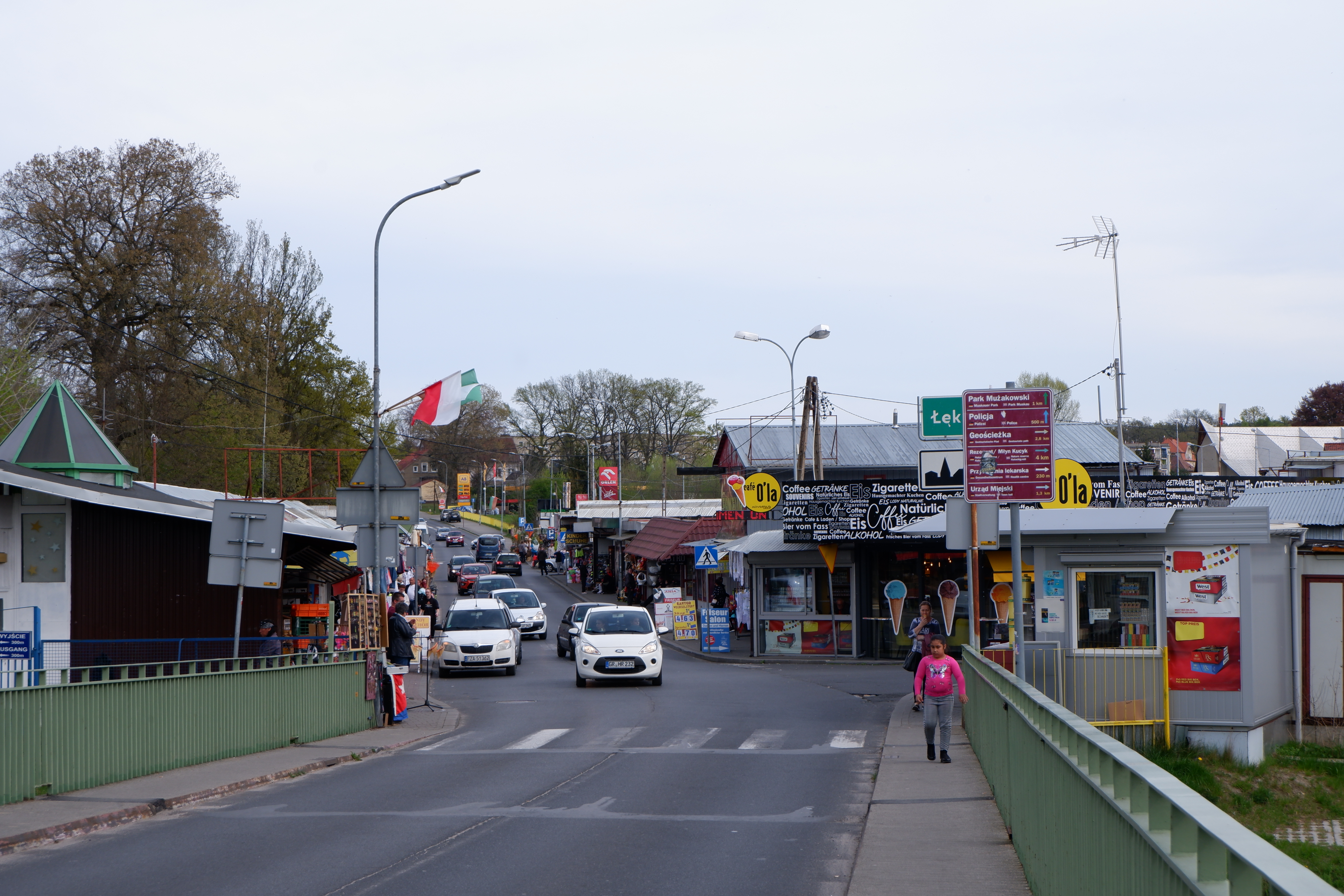
Grenzmarkt

Łęknica (Aussprache [wɛŋkˈnit͡sa]; 1945–1946 Lubanica, deutsch Lugknitz, obersorbisch Wjeska) ist eine Grenzstadt im Westen Polens. Sie ist eine der beiden Stadtgemeinden des Landkreises Żary (Woiwodschaft Lebus) und gehört der Euroregion Neiße an.
In Łęknica bestehen zwei Straßenübergänge über die Lausitzer Neiße nach Sachsen, einer nach Bad Muskau und ein weiterer zur Gemeinde Krauschwitz, Ortsteil Sagar. Ein großer Markt am Muskauer Grenzübergang sowie mehrere Tankstellen haben der Stadt im polnischen Teil der Oberlausitz einen gewissen Wohlstand eingebracht.

## Geographie

### Lage
Die Siedlungsfläche unterteilt sich in die frühere Muskauer Vorstadt entlang der ulica 1 Maja und den südlich davon gelegenen Kern des ursprünglichen Dorfes Lugknitz an der ehemaligen Bahnstrecke Lubsko–Bad Muskau. Der Großteil der Siedlungsfläche liegt in Form eines Gassendorfes am oder auf dem Muskauer Faltenbogen, der vom breiten Tal der Lausitzer Neiße eingeschnitten ist. Der höchste Punkt liegt bei 160 m, der niedrigste im Neißetal bei 106 m.
Nördlich des Stadtgebiets befindet sich der polnische Teil des Fürst-Pückler-Parks Bad Muskau und östlich der Geopark Muskauer Faltenbogen.

### Umgebende Gemeinden
In Polen wird Łęknica fast vollständig von der Gemeinde Trzebiel begrenzt, nur im Südosten gibt es eine kurze Verbindung mit der Gemeinde Przewóz. Im Süden und Südwesten liegt auf deutscher Neißeseite die Gemeinde Krauschwitz, an die sich westlich von Łęknica die Stadt Bad Muskau anschließt.

## Geschichte

### Ortsgeschichte
Funde mehrerer Gräberfelder aus der Bronzezeit und der Billendorfer Kultur in Lugknitz sowie in der Muskauer Heide im ehemaligen Forstrevier Lugknitz belegen eine frühgeschichtliche Siedlungstätigkeit in der Gemarkung.
Die Ortsflur erstreckte sich ursprünglich auf beiden Seiten der Neiße. Nach Pohl war die Ansiedlung am linken Neißeufer entlang des Baches Lugknitzka wohl auch die ältere. Demnach wäre die Besiedlung des heutigen Stadtgebietes von Łęknica erst später erfolgt, was durch die relativ späte urkundliche Ersterwähnung im Jahr 1505 als Lugnitz plausibel erscheint.
Lugknitz war eines der zehn Dörfer, die ursprünglich das Kirchspiel Muskau bildeten. Es ist davon auszugehen, dass das Dorf bereits im 15. Jahrhundert zur Herrschaft Muskau gehörte, belegt ist die Zugehörigkeit durch ein Urbar für das Jahr 1552. In der Verkaufsurkunde der Herrschaft aus dem Jahr 1597 wird die Obermühle an der Lugknitzka als herrschaftliches Eigentum ausgewiesen.
Durch den Prager Frieden kam das Dorf 1635 mit der gesamten Lausitz an das Kurfürstentum Sachsen. 1815 lag es in dem Teil der Oberlausitz, den das Königreich Sachsen zusammen mit der Niederlausitz als Resultat des Wiener Kongresses an Preußen abtreten musste. Nach einer Verwaltungsreform wurde es 1816 mit dem Großteil der Standesherrschaft Muskau dem neugegründeten Landkreis Rothenburg (Ob. Laus.) in der Provinz Schlesien unterstellt.
Aus dem seit 1770 bestehenden Schulverbund mit Keula schied die Gemeinde 1858 aus. 1878 wurde die Lugknitzer Schule selbständig und erhielt 1901 ein neues Gebäude.
Noch in den 1880er Jahren war Lugknitz ein kleines sorbisches Bauerndorf, in dem der Muskauer Dialekt gesprochen wurde. Zusammen mit Braunsdorf waren die beiden Dörfer die einzigen Orte rechts der Neiße, die noch im zentralen sorbischen Sprachgebiet lagen. Dies änderte sich zur Jahrhundertwende hin, als sich am rechten Ufer der Neiße einige Industriebetriebe ansiedelten. Auf Grund reicher Tonvorkommen handelte es sich vor allem um keramische Betriebe, aber auch kleinere Braunkohlegruben entstanden. Auch eine Hohlglashütte und eine Möbelfabrik siedelten sich an. Mit der 1898 gebauten Eisenbahnstrecke von Muskau nach Sommerfeld (Lubsko) erhielt das Dorf einen Bahnhof. Aus dem sorbischen Bauerndorf wurde innerhalb weniger Jahre eine deutsche Industriegemeinde, deren Einwohnerzahl sich zwischen 1885 und 1905 mehr als verdreifachte. Im Februar 1914 hatte Lugknitz „eine Glashütte mit vier Öfen, eine Zweigniederlassung der Deutschen Ton- und Steinzeugwerke (Charlottenburg), ein Zweigwerk der Deutschen Steinzeugröhrenfabrik (Hoffmann-Bunzlau), zwei Dachstein- und Chamottefabriken, Ziegelein, zwei Tonwarenfabriken, eine Spezialfabrik für Ausziehtische und eine im Vollbetriebe stehende Kohlengrube.“
Mit der Wiederinbetriebnahme der Grube Babina (sorbisch für ‚Großmutter‘) im Jahr 1921 wurde Lugknitz durch den Braunkohlebergbau geprägt. Dieses Bergwerk wurde zu einem der innovativsten Braunkohlebergbaubetriebe Preußens; es wurde beispielsweise ein neues Abbauverfahren entwickelt, das später in mehreren Gruben mit adäquaten geologischen Bedingungen Anwendung fand.
Am 1. Februar 1933 wurde der Amtsbezirk Lugknitz gegründet. Dieser umfasste die sechs Landgemeinden Berg, Burglehn Muskau, Gablenz, Köbeln, Krauschwitz und Lugknitz. Zum 1. April 1938 wurde der Amtsbezirk um die Gemeinde Krauschwitz verkleinert, die mit Rudolfhütte (vormals Keula) zusammengeschlossen wurde und in den neu gegründeten Amtsbezirk Krauschwitz kam. Zum 1. April 1940 wurde die Gemeinde Lugknitz aufgelöst. Etwa zwei Drittel wurden gemeinsam mit der Gemeinde Berg der Stadt Muskau eingegliedert, der Rest wurde etwa zu drei Vierteln in Sagar und einem Viertel in Krauschwitz eingegliedert. Der verkleinerte Amtsbezirk wurde in Amtsbezirk Gablenz umbenannt.
Gegen Ende des Zweiten Weltkriegs wurde Lugknitz, wie das gesamte Muskauer Stadtgebiet, stark zerstört.
Nach dem Krieg und der Westverschiebung Polens entstand die nun auf polnischem Staatsgebiet liegende Gemeinde Łęknica neu und wurde mit den meisten rechtsneißischen Gemeinden des Rothenburger Kreises dem Kreis Żary eingegliedert. Als Folge der Grenzziehung verblieben die Fluren westlich der Neiße bei Muskau, während die östliche Vorstadt Muskaus und große Teile des Pückler-Parks zu Łęknica kamen. 1956 wurde der Ort zur stadtartigen Siedlung und erhielt 1969 Stadtrecht. Mit dem Kreis Żary wurde Łęknica 1950 aus der Woiwodschaft Breslau in die neu gegründete Woiwodschaft Grünberg umgegliedert und verblieb in dieser auch nach der Umstrukturierung der Woiwodschaften im Jahr 1975.
Nach der politischen Wende in Ostmitteleuropa in den Jahren 1989/1990 entstand an der Grenzbrücke einer der größten polnischen Grenzmärkte.
Im Jahr 2011 wurde im Süden der Stadt ein neuer Grenzübergang eröffnet. In diesem Zusammenhang wurde eine Ortsumfahrung errichtet, die den neuen Anfang der Landesstraße 12 bildet. Die auf deutscher Seite errichtete S 127b verläuft zwischen Krauschwitz und Sagar und ist mittelbar an die S 126 nach Weißwasser/Oberlausitz, die S 127 nach Görlitz und die Bundesstraße 115 angebunden.
Auf der Trasse der ehemaligen Bahnstrecke Lubsko–Bad Muskau wurde 2014/2015 ein Radweg angelegt. Er führt über die jahrzehntelang gesperrte Eisenbahnbrücke und mündet in Bad Muskau in den Oder-Neiße-Radweg.

### Bevölkerungsentwicklung
| Jahr | Einwohner |
| ---- | --------- |
| 1782 | 107       |
| 1825 | 181       |
| 1885 | 369       |
| 1905 | 1164      |
| 1910 | 1465      |
| 1919 | 1439      |
| 1933 | 1919      |
| 1939 | 1857      |
| 1955 | 1451      |
| 1961 | 2160      |
| 1970 | 3032      |
| 2004 | 2648      |
| 2008 | 2565      |

| Jahr | Bauern | Gärtner | Häusler | insgesamt |
| ---- | ------ | ------- | ------- | --------- |
| 1552 | 4      | 6       | 7       | 17        |
| 1630 | 4      | 3       | 9       | 16        |
| 1647 | 2      | 3       | 5       | 10        |
| 1699 | 4      | 5       | 7       | 16        |
| 1782 | 5      | 3       | 7       | 15        |
| 1810 | 10     | 3       | 8       | 21        |

Aus den Urbarien der Standesherrschaft ist zu entnehmen, dass das Dorf im Jahr 1552 aus 17 Wirtschaften bestand. Jede der vier Bauernwirtschaften war ein Lehngut. Im 17. Jahrhundert gab es noch 16 Wirtschaften, von denen sechs am Ende des Dreißigjährigen Krieges wüst lagen. Anfang des 19. Jahrhunderts war die Zahl der Bauern auf 10 gestiegen, jedoch handelte es sich dabei lediglich um Halbbauerngüter.
Wurde die Einwohnerzahl 1782 von der Standesherrschaft noch auf 107 beziffert, so gab August Schumann in seinem Lexikon 1819 eine undatierte Einwohnerzahl von 140 an, die sich auf 30 Häuser, darunter fünf Bauernwirtschaften, verteilte. Bei der ersten Preußischen Volkszählung im Jahr 1825, bei der nicht mehr die Form und Anzahl der Wirtschaften im Vordergrund stand, sondern jeder Einwohner gleichrangige Berücksichtigung fand, wurden 181 Einwohner ermittelt. Bis 1885 verdoppelte sich deren Zahl auf 369. Laut Arnošt Mukas Statistik über die Sorben in der Oberlausitz lebten Anfang der 1880er Jahre 380 Sorben und 3 Deutsche in Lugknitz, was einem sorbischen Bevölkerungsanteil von 99 % entspricht.
Durch die zunehmende Industrialisierung verdreifachte sich die Einwohnerzahl innerhalb von 20 Jahren, so dass 1905 bereits 1164 Einwohner gezählt wurden. Bis 1910 stieg die Zahl nochmals auf 1465. Durch den Ersten Weltkrieg kam es zu einem Wachstumsstillstand, so dass der Bevölkerungsstand im Jahr 1919 mit 1439 Einwohnern nahezu unverändert war. Damit war die Gemeinde jedoch etwas größer als die Kreisstadt Rothenburg (1427 Einwohner) und entsprach etwa einem Drittel der Größe Muskaus (4247 Einwohner). In der Zwischenkriegszeit stieg die Einwohnerzahl wieder an und erreichte 1933 einen Stand von fast 2000, fiel bis 1939 jedoch wieder leicht auf 1857 zurück.
Nach dem Ende des Zweiten Weltkriegs und der Westverschiebung Polens wurden Einwohner der ehemals polnischen Ostgebiete angesiedelt, während die noch verbliebenen deutschen Einwohner den Ort verlassen mussten. 
Zehn Jahre nach Kriegsende hatte Łęknica 1451 Einwohner. Bereits sechs Jahre später überstieg die Einwohnerzahl von etwa 2100 das Vorkriegsniveau des Ortes. 1970 hatte Łęknica, inzwischen zur Stadt erhoben, 3032 Einwohner. Diese Zahl ging bis Anfang des 21. Jahrhunderts leicht zurück, so dass 2008 noch 2565 Einwohner verzeichnet wurden.

### Ortsname
Der deutsche Name Lugknitz leitet sich von łuka ‚Wiese‘ oder laka ‚Sumpf‘ her.
Der sorbische Name Wjeska lässt sich mit ‚Dörfchen‘ oder ‚Dörfel, Dörflein‘ übersetzen.
Der 1945 genutzte polnische Name Lubanica wurde bereits 1946 in Łęknica abgeändert.

## Wappen
Blasonierung:

Wappen von Łęknica

Gespalten von Rot und Grün ein weißer Adler mit goldener Krone, Krallen und Schnabel am Spalt. Hinten ein weiß-rot gestreifter Grenzstein auf braunem Hügel und blauen Wellen.
Bedeutung:

Das Wappen Łęknicas in seiner jetzigen Form wurde 1990 eingeführt. Es symbolisiert Łęknicas Zugehörigkeit zu Polen (polnischer Wappenadler) und seine Grenzlage an der Neiße.